# Maria Droc
Maria Droc (n. 1903, București – d. 1987, Madrid) a fost o pictoriță de origine română.
A absolvit Academia de Belle-Arte și Facultatea de Litere din București și a participat împreună cu alți pictori la grupul Școala de la Baia Mare.
În anul 1942, primește o bursă din partea Ministerului Culturii pentru a-și continua studiile de pictură în Italia. Ca urmare a războiului, rămâne în Italia până în anul 1944, când pleacă în Spania, la Madrid, împreună cu alți emigranți români.
Începând cu anul 1946 pictează în Spania, un loc favorit fiind Santander. De asemenea, din anul 1945 este prezentă cu lucrări de pictură la principalele manifestații expoziționale naționale (din Spania), dar și internaționale, în special Bienala de la Veneția (1960, 1966, ...).
După anul 1956 părăsește stilul figurativ și adoptă un stil mai abstract. În ultima perioadă se remarcă prin lucrări de artă cinetică.
A fost bună prietenă cu Eugen Ionescu și Victor Brauner.
După decesul acesteia în anul 1987, în semn de omagiu, o stradă din Madrid a primit numele Maria Droc.
O colecție de circa 20 picturi ale Mariei Droc a fost donată Ministerului Afacerilor Externe al României, lucrări cu care a fost organizată în anul 1994 o expoziție la sediul ministerului. În prezent aceste lucrări se află în depozitul ministerului.